# 伊格尔比特 (南达科他州)
伊格尔比特（英語：Eagle Butte），是美国南达科他州下属的一座城市。根据2010年美国人口普查，该市有人口1,318人。2011年估计该市人口约有1,335人，年增长率为1.29%。